# Safia guapila
Safia guapila là một loài bướm đêm trong họ Noctuidae.